# Charles Gascoigne
Charles Gascoigne (ryska: Карл Карлович Гаскойн), född 1738, död 12 augusti 1806 i Kolpino, var en brittisk industriman.
Charles Gascoigne föddes 1738 i England som son till kapten Woodroffe Gascoigne och Grizel, dotter till Charles Elphinstone, 9:e lord Elphinstone.
Gascoigne grundade 1795 ett järnverk, omkring vilket stenkolsdistriktet Luhansk kom att växa fram.

## Utmärkelser
- Sankt Annas orden, första klass
- Sankt Vladimirs orden, fjärde klassen
- Sankt Vladimirs orden, tredje klass
- Sankt Annas orden, andra klass

[Redigera Wikidata]